# Behuria edmundoi
Behuria edmundoi är en tvåhjärtbladig växtart som beskrevs av Alexander Curt Brade. Behuria edmundoi ingår i släktet Behuria och familjen Melastomataceae. Inga underarter finns listade i Catalogue of Life.